# جو آن كاسل
جو آن كاسل (بالإنجليزية: Jo Ann Castle)‏ هي موسيقية وعازفة بيانو أمريكية، ولدت في 3 سبتمبر 1939 في بيكرسفيلد في الولايات المتحدة.

## وصلات خارجية
- جو آن كاسل على موقع IMDb (الإنجليزية)
- جو آن كاسل على موقع ميوزك برينز (الإنجليزية)
- جو آن كاسل على موقع ديسكوغز (الإنجليزية)